# Sven Dahl
Sven Georg Dahl, född 29 januari 1912 i Malmö, död 7 april 1979 i Göteborg, var en svensk professor i ekonomisk geografi vid Handelshögskolan i Göteborg. 
Dahl blev filosofie doktor och docent i geografi vid Lunds universitet 1942, docent vid Stockholms högskola 1944, i ekonomisk geografi vid Handelshögskolan i Stockholm 1949 och Handelshögskolan i Göteborg 1953. Han var professor i ekonomisk geografi vid Handelshögskolan i Göteborg 1960–1971 och från 1971 vid Göteborgs universitet. 
Dahl hade tjänstgöring vid Utrikespolitiska institutet 1943–1946, Christian Michelsens institut i Bergen 1946–1947, lärare vid Handelshögskolan i Stockholm 1948.
Dahl innehade också redaktörskapet för Världens länder och folk efter andra världskriget. Natur och kulturs illustrerade världsgeografi.
Dahl var son till professor Carl G Dahl och Else Dahl samt var gift med genealogen Olga Dahl (1917–2009). De hade barnen Östen född 1945, Gudrun född 1948, Ingolf född 1950 och Åslög född 1955. 
Sven Dahl är begravd på Örgryte gamla kyrkogård.